# Val-et-Châtillon
Val-et-Châtillon és un municipi francès situat al departament de Meurthe i Mosel·la i a la regió del Gran Est. L'any 2007 tenia 697 habitants.

## Demografia

### Població
El 2007 la població de fet de Val-et-Châtillon era de 697 persones. Hi havia 270 famílies, de les quals 90 eren unipersonals (43 homes vivint sols i 47 dones vivint soles), 70 parelles sense fills, 90 parelles amb fills i 20 famílies monoparentals amb fills.
La població ha evolucionat segons el següent gràfic:
Habitants censats

### Habitatges
El 2007 hi havia 393 habitatges, 281 eren l'habitatge principal de la família, 57 eren segones residències i 54 estaven desocupats. 379 eren cases i 12 eren apartaments. Dels 281 habitatges principals, 234 estaven ocupats pels seus propietaris, 41 estaven llogats i ocupats pels llogaters i 6 estaven cedits a títol gratuït; 1 tenia una cambra, 1 en tenia dues, 32 en tenien tres, 75 en tenien quatre i 172 en tenien cinc o més. 181 habitatges disposaven pel capbaix d'una plaça de pàrquing. A 148 habitatges hi havia un automòbil i a 72 n'hi havia dos o més.

### Piràmide de població
La piràmide de població per edats i sexe el 2009 era:
| Homes | Edats   | Dones |
| ----- | ------- | ----- |
| 0     | 95 o +  | 0     |
| 0     | 90 a 94 | 4     |
| 0     | 85 a 89 | 20    |
| 0     | 80 a 84 | 0     |
| 4     | 75 a 79 | 20    |
| 28    | 70 a 74 | 36    |
| 20    | 65 a 69 | 24    |
| 20    | 60 a 64 | 16    |
| 16    | 55 a 59 | 16    |
| 16    | 50 a 54 | 16    |
| 24    | 45 a 49 | 12    |
| 32    | 40 a 44 | 20    |
| 32    | 35 a 39 | 36    |
| 16    | 30 a 34 | 20    |
| 12    | 25 a 29 | 8     |
| 20    | 20 a 24 | 20    |
| 40    | 15 a 19 | 28    |
| 20    | 10 a 14 | 44    |
| 8     | 5 a 9   | 24    |
| 16    | 0 a 4   | 16    |

## Economia
El 2007 la població en edat de treballar era de 410 persones, 251 eren actives i 159 eren inactives. De les 251 persones actives 183 estaven ocupades (124 homes i 59 dones) i 68 estaven aturades (37 homes i 31 dones). De les 159 persones inactives 37 estaven jubilades, 30 estaven estudiant i 92 estaven classificades com a «altres inactius».

### Ingressos
El 2009 a Val-et-Châtillon hi havia 289 unitats fiscals que integraven 701,5 persones, la mediana anual d'ingressos fiscals per persona era de 11.755 €.

### Activitats econòmiques
Dels 2 establiments que hi havia el 2007, 1 era d'una empresa de construcció i 1 d'una empresa de comerç i reparació d'automòbils.
L'únic servei als particulars que hi havia el 2009 era una fusteria.

## Equipaments sanitaris i escolars
El 2009 hi havia una escola elemental.

## Poblacions més properes
El següent diagrama mostra les poblacions més properes.